# Bunzl
Bunzl plc er en britisk multinational distributionsvirksomhed med hovedkvarter i London. De distribuerer varer til fødevarevirksomheder og fødevareservicevirksomheder, det omfatter maskiner, hygiejne, emballage og rengøringsprodukter. Bunzl blev i 1957 børsnoteret på London Stock Exchange.